# Calamosternus ephippiger
Calamosternus ephippiger är en skalbaggsart som beskrevs av Étienne Mulsant 1870. Calamosternus ephippiger ingår i släktet Calamosternus och familjen Aphodiidae. Inga underarter finns listade.